# La Guérinière
Pour les articles homonymes, voir La Guérinière (homonymie).
La Guérinière est une commune française située dans le département de la Vendée en région Pays de la Loire.

## Géographie
Le territoire municipal de La Guérinière s’étend sur 790 hectares. L’altitude moyenne de la commune est de 4 mètres, avec des niveaux fluctuant entre 0 et 20 mètres,.
La commune se situe sur l'île de Noirmoutier, au centre. La partie sud est constituée d'une longue plage de sable tandis que la partie nord et le port du Bonhomme protégés de la mer par une digue donnent sur la baie de Bourgneuf. Les autres limites géographiques sont partagées avec les communes de Barbâtre au sud-est, L'Épine au nord-ouest et Noirmoutier-en-l'Île au nord.
La commune est séparée en deux parties par la route venant du continent, l'une faite de dunes et de landes où sont installés le village et les habitations. L'autre la plus souvent située en dessous du niveau de la mer accueille des champs de pommes de terre et des marais salants.
| L'Épine          | Océan atlantique | Océan atlantique |
| Océan atlantique | La Guérinière    | Océan atlantique |
| Océan atlantique | Océan atlantique | Barbâtre         |

### Climat
Pour des articles plus généraux, voir Climat des Pays de la Loire et Climat de la Vendée.
En 2010, le climat de la commune est de type climat méditerranéen altéré, selon une étude du CNRS s'appuyant sur une série de données couvrant la période 1971-2000. En 2020, Météo-France publie une typologie des climats de la France métropolitaine dans laquelle la commune est exposée à un climat océanique et est dans la région climatique  Bretagne orientale et méridionale, Pays nantais, Vendée, caractérisée par une faible pluviométrie en été et une bonne insolation. 
Pour la période 1971-2000, la température annuelle moyenne est de 12,4 °C, avec une amplitude thermique annuelle de 12,6 °C. Le cumul annuel moyen de précipitations est de 745 mm, avec 12,3 jours de précipitations en janvier et 5,9 jours en juillet. Pour la période 1991-2020, la température moyenne annuelle observée sur la station météorologique de Météo-France la plus proche, sur la commune de Noirmoutier-en-l'Île à 4 km à vol d'oiseau, est de 13,4 °C et le cumul annuel moyen de précipitations est de 704,1 mm,. Pour l'avenir, les paramètres climatiques de la commune estimés pour 2050 selon différents scénarios d'émission de gaz à effet de serre sont consultables sur un site dédié publié par Météo-France en novembre 2022.

## Urbanisme

### Typologie
Au 1er janvier 2024, La Guérinière est catégorisée bourg rural, selon la nouvelle grille communale de densité à sept niveaux définie par l'Insee en 2022.
Elle appartient à l'unité urbaine de L'Épine, une agglomération intra-départementale regroupant deux  communes, dont elle est une commune de la banlieue,,. La commune est en outre hors attraction des villes,.
La commune, bordée par l'océan Atlantique, est également une commune littorale au sens de la loi du 3 janvier 1986, dite loi littoral. Des dispositions spécifiques d’urbanisme s’y appliquent dès lors afin de préserver les espaces naturels, les sites, les paysages et l’équilibre écologique du littoral, tel le principe d'inconstructibilité, en dehors des espaces urbanisés, sur la bande littorale des 100 mètres, ou plus si le plan local d’urbanisme le prévoit.

### Occupation des sols
L'occupation des sols de la commune, telle qu'elle ressort de la base de données européenne d’occupation biophysique des sols Corine Land Cover (CLC), est marquée par l'importance des territoires artificialisés (32,2 % en 2018), en augmentation par rapport à 1990 (27,4 %). La répartition détaillée en 2018 est la suivante : 
zones humides côtières (32 %), zones urbanisées (25,3 %), zones agricoles hétérogènes (14,1 %), milieux à végétation arbustive et/ou herbacée (8,3 %), prairies (7,7 %), zones industrielles ou commerciales et réseaux de communication (3,7 %), forêts (3,6 %), espaces verts artificialisés, non agricoles (3,3 %), espaces ouverts, sans ou avec peu de végétation (2,1 %). L'évolution de l’occupation des sols de la commune et de ses infrastructures peut être observée sur les différentes représentations cartographiques du territoire : la carte de Cassini (XVIIIe siècle), la carte d'état-major (1820-1866) et les cartes ou photos aériennes de l'IGN pour la période actuelle (1950 à aujourd'hui).

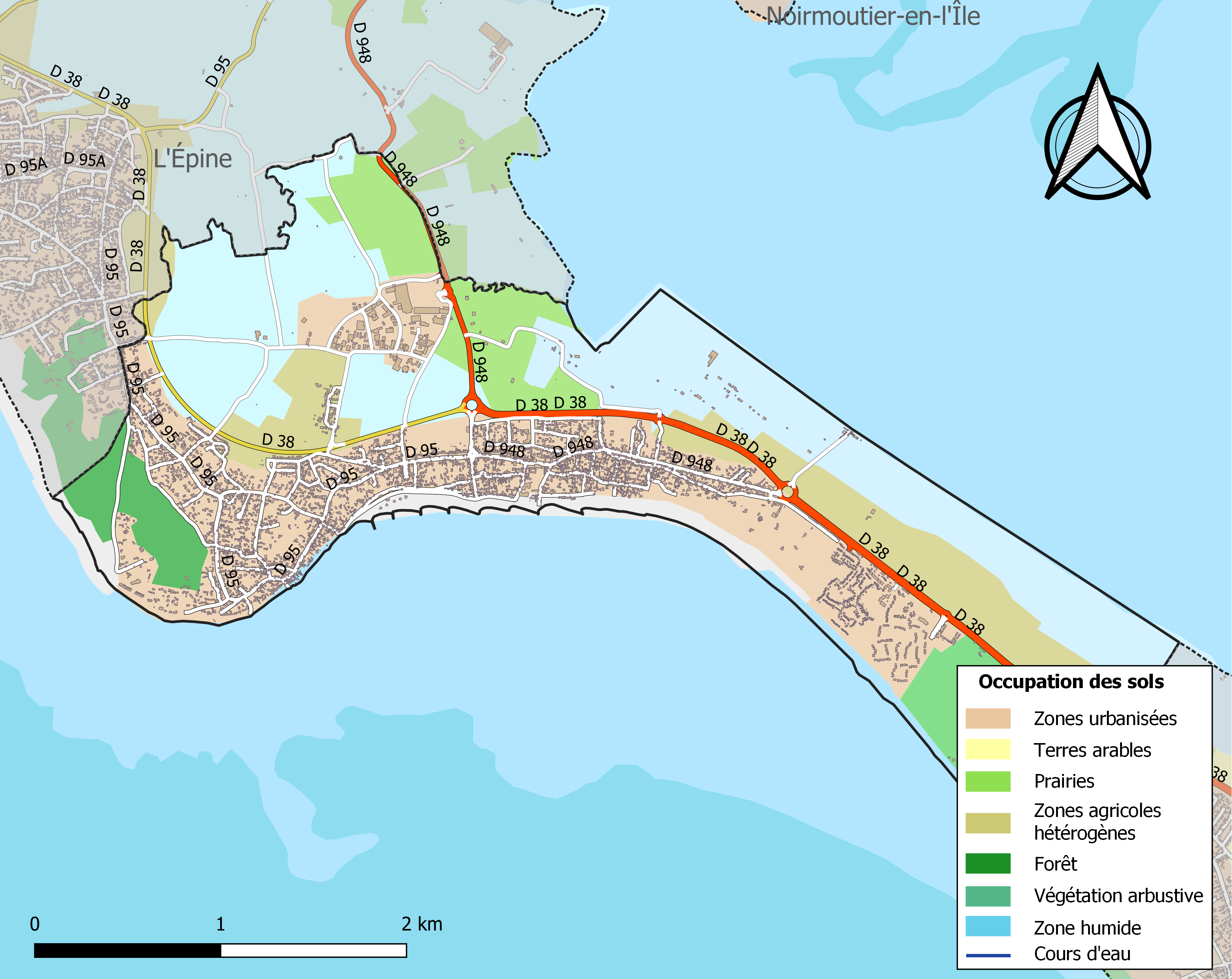
Carte des infrastructures et de l'occupation des sols de la commune en 2018 (CLC).

## Histoire
Avant 1790, elle était "annexe" de la paroisse de Noirmoutier.
 La Guérinière est devenue une commune en 1919. Auparavant, elle était partie intégrante de la commune de Noirmoutier.

## Politique et administration

### Liste des maires
| Période        | Période        | Identité              | Étiquette | Qualité                                                                      |
| -------------- | -------------- | --------------------- | --------- | ---------------------------------------------------------------------------- |
|                |                | Pierre Rivé           |           |                                                                              |
| Septembre 1921 | Été 1925       | Clair Guillet         |           |                                                                              |
| Automne 1925   | Printemps 1940 | Auguste Bernard       |           |                                                                              |
| Hiver 1945     | 19 mars 1959   | Capitaine Pierre Baud |           | Professeur de marine                                                         |
| 19 mars 1959   | 1971           | Charles Raballand     |           | Patron pêcheur Président du Comité national interprofessionnel de la sardine |
| 1971           | 1972 (décès)   | Julien Bonfils        |           |                                                                              |
| 6 mai 1972     | 23 juin 1995   | René Ganachaud,       |           | Mécanicien                                                                   |
| 23 juin 1995   | 21 mars 2008   | Philbert Palvadeau    |           | Agriculteur                                                                  |
| 21 mars 2008   | 18 mai 2020    | Marie-France Léculée, |           | Assistante de direction                                                      |
| 18 mai 2020    | En cours       | Pierrick Adrien       |           | chef d'entreprise à la retraite                                              |

## Population et société

### Démographie

#### Évolution démographique
L'évolution du nombre d'habitants est connue à travers les recensements de la population effectués dans la commune depuis 1921. Pour les communes de moins de 10 000 habitants, une enquête de recensement portant sur toute la population est réalisée tous les cinq ans, les populations de référence des années intermédiaires étant quant à elles estimées par interpolation ou extrapolation. Pour la commune, le premier recensement exhaustif entrant dans le cadre du nouveau dispositif a été réalisé en 2004.

En 2022, la commune comptait 1 335 habitants, en évolution de −1,77 % par rapport à 2016 (Vendée : +5,33 %, France hors Mayotte : +2,11 %).
| 1921  | 1926  | 1931  | 1936  | 1946  | 1954  | 1962  | 1968  | 1975  |
| ----- | ----- | ----- | ----- | ----- | ----- | ----- | ----- | ----- |
| 1 379 | 1 263 | 1 210 | 1 167 | 1 281 | 1 269 | 1 295 | 1 162 | 1 312 |

| 1982  | 1990  | 1999  | 2004  | 2006  | 2009  | 2014  | 2019  | 2022  |
| ----- | ----- | ----- | ----- | ----- | ----- | ----- | ----- | ----- |
| 1 305 | 1 402 | 1 486 | 1 545 | 1 543 | 1 488 | 1 371 | 1 320 | 1 335 |

#### Pyramide des âges
La population de la commune est relativement âgée.
En 2018, le taux de personnes d'un âge inférieur à 30 ans s'élève à 21,6 %, soit en dessous de la moyenne départementale (31,6 %). À l'inverse, le taux de personnes d'âge supérieur à 60 ans est de 42,0 % la même année, alors qu'il est de 31,0 % au niveau départemental.
En 2018, la commune comptait 621 hommes pour 712 femmes, soit un taux de 53,41 % de femmes, largement supérieur au taux départemental (51,16 %).
Les pyramides des âges de la commune et du département s'établissent comme suit.
| Hommes | Classe d’âge | Femmes |
| ------ | ------------ | ------ |
| 0,8    | 90 ou +      | 2,1    |
| 13,3   | 75-89 ans    | 15,9   |
| 25,2   | 60-74 ans    | 26,4   |
| 24,4   | 45-59 ans    | 23,5   |
| 12,7   | 30-44 ans    | 12,2   |
| 10,7   | 15-29 ans    | 8,4    |
| 12,8   | 0-14 ans     | 11,5   |

| Hommes | Classe d’âge | Femmes |
| ------ | ------------ | ------ |
| 0,8    | 90 ou +      | 2,2    |
| 8,7    | 75-89 ans    | 11,1   |
| 20,3   | 60-74 ans    | 21,3   |
| 20     | 45-59 ans    | 19,4   |
| 17,5   | 30-44 ans    | 16,8   |
| 15     | 15-29 ans    | 13,2   |
| 17,7   | 0-14 ans     | 16,1   |

## Économie
Bien que tournée vers le tourisme avec ses nombreux villages de vacances et camping, la commune a gardé une activité d'agriculture, mytiliculture et d'ostréiculture importante.

## Lieux et monuments
- Église Notre-Dame-de-Bon-Secours
- Musée des traditions de l'île

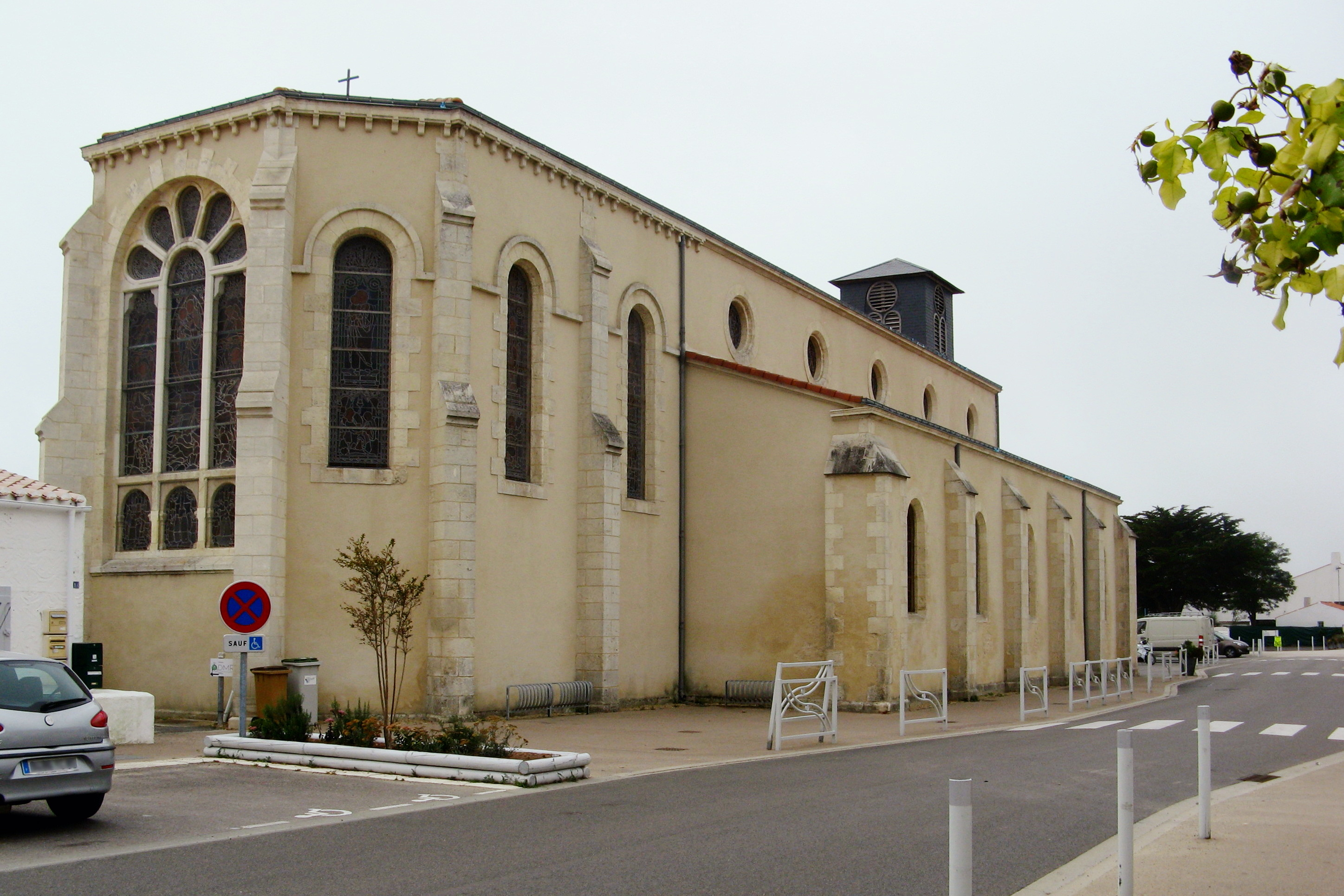
Église Notre-Dame-de-Bon-Secours.
Vitrail du chœur de l’église.
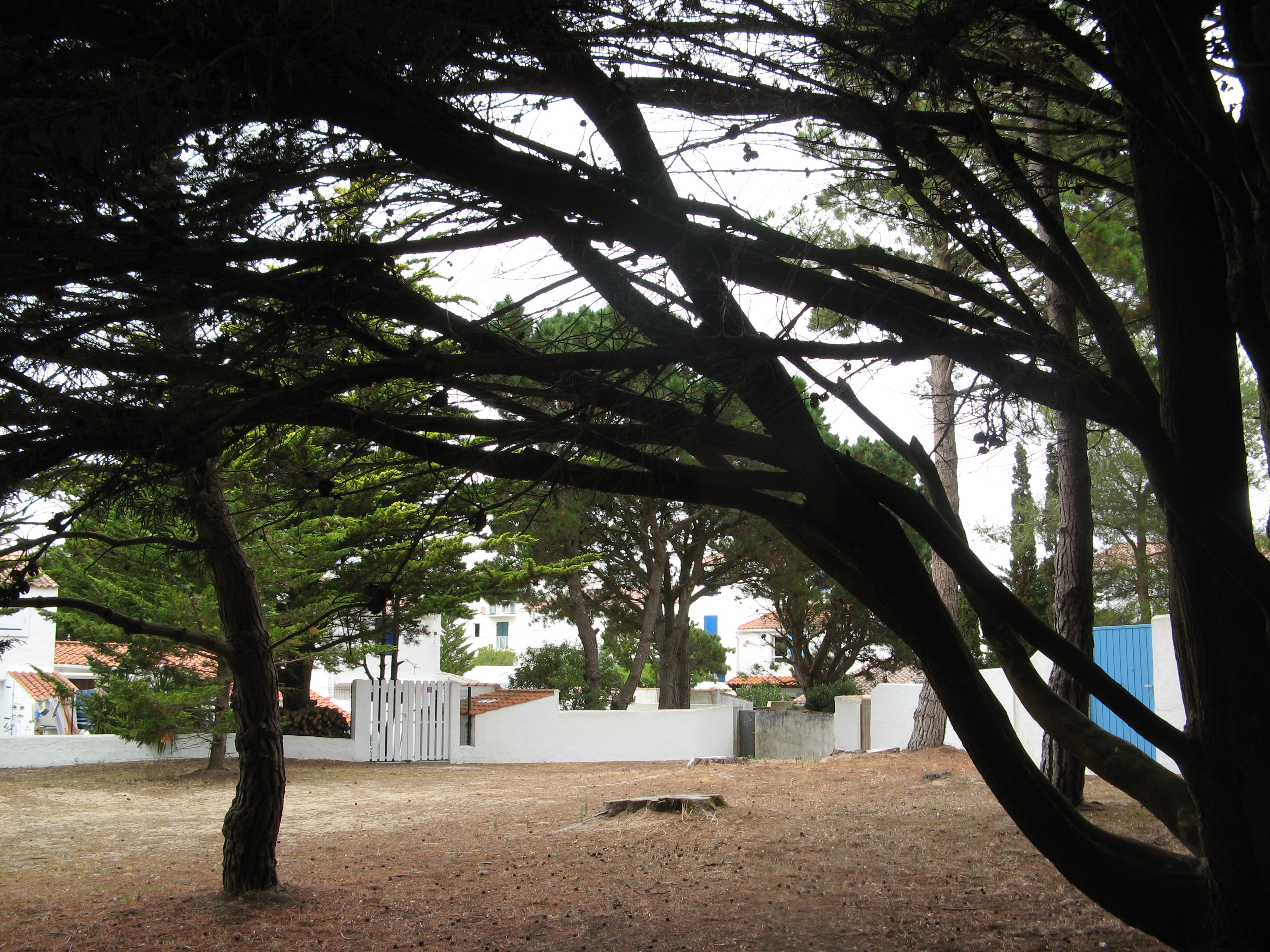
Hameau des Sables d'or.
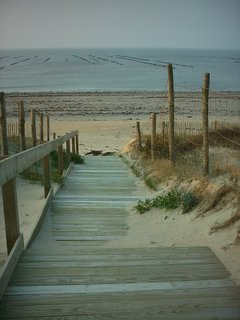
L'accès à la plage par la dune protégée avec, au loin, les bouchots.
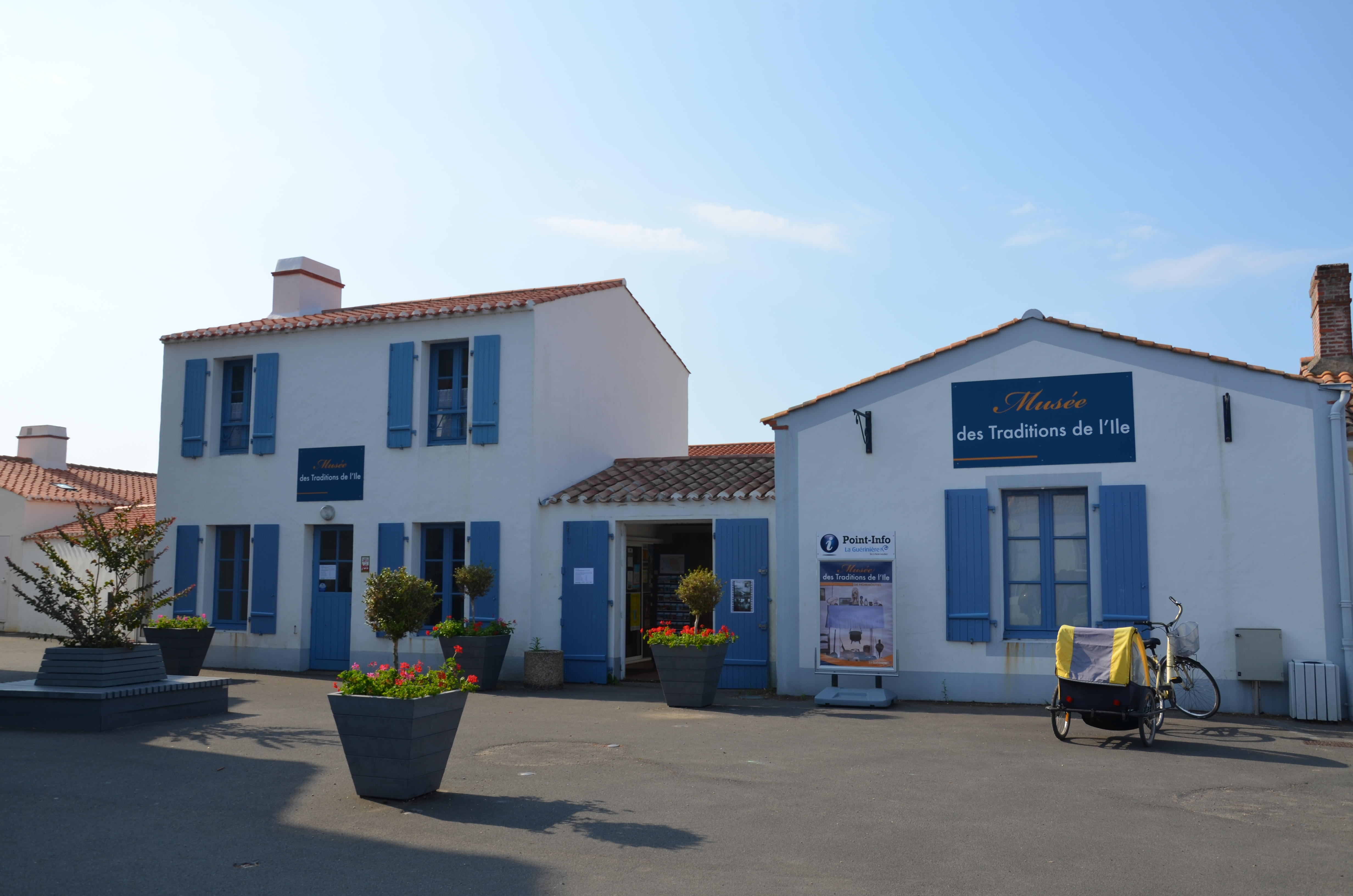
Musée des traditions de l'île.
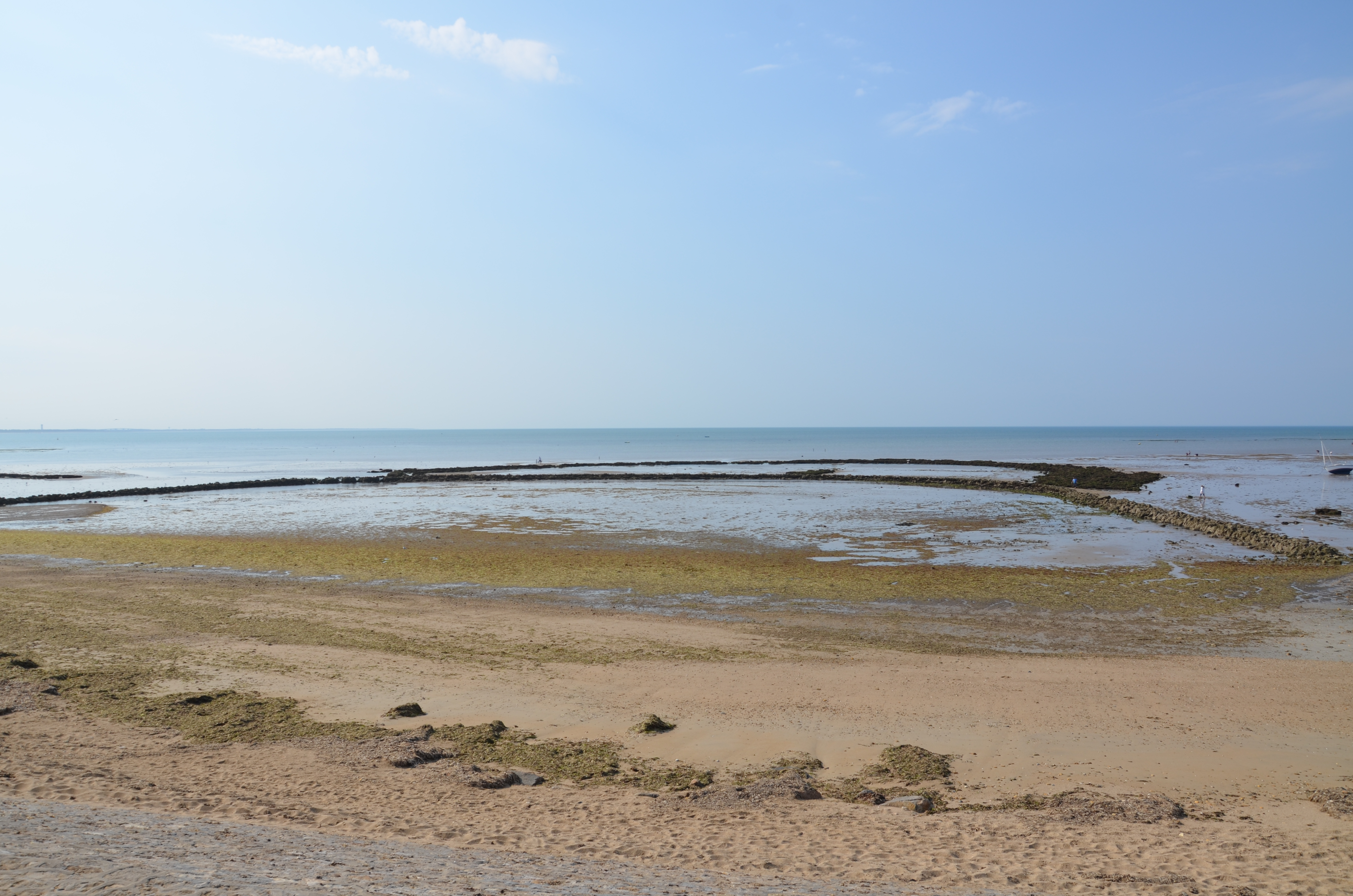
Ancienne écluse à poissons.
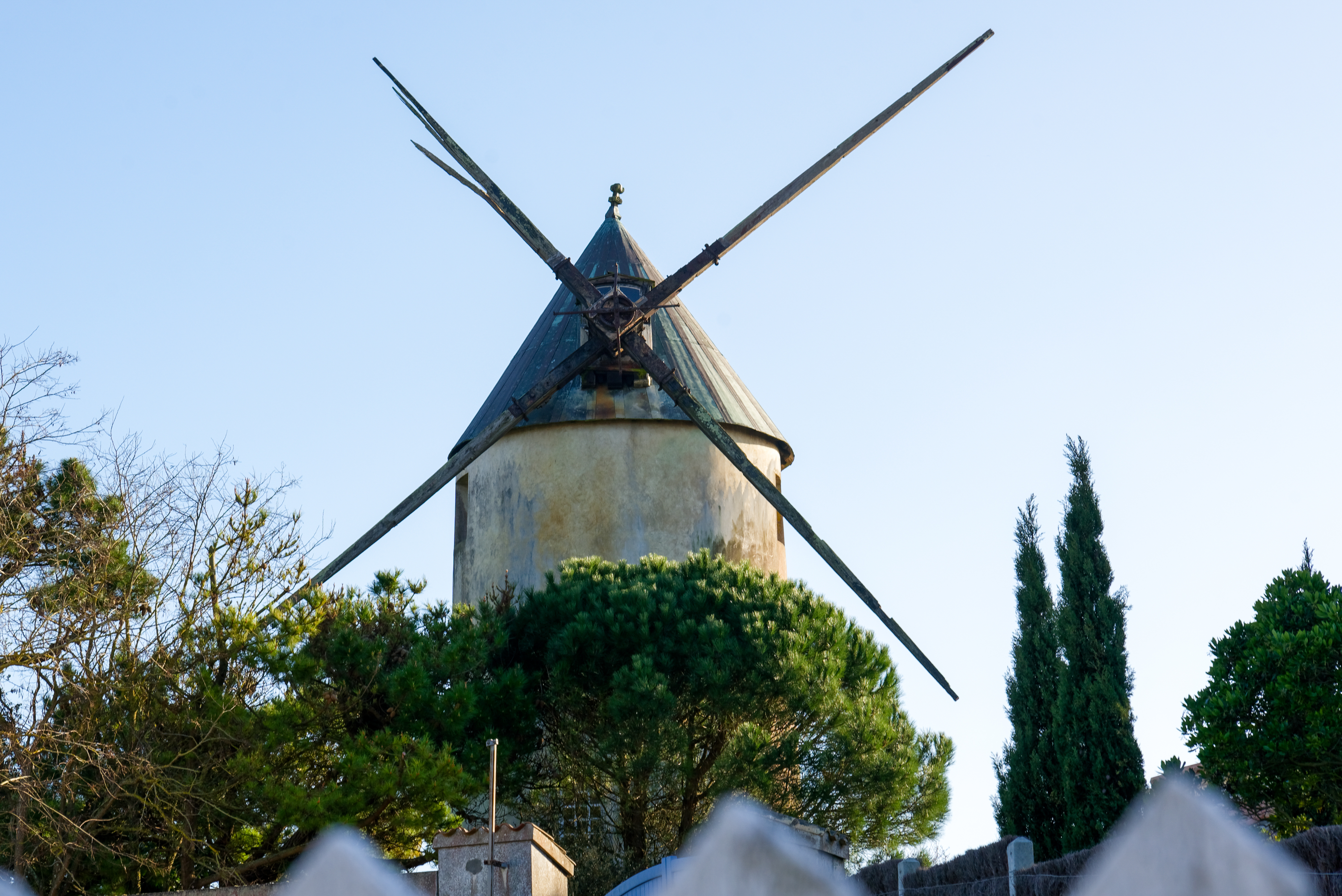
Moulin de la Cour

## Personnalités liées à la commune
- Jacques Demy (1931-1990), réalisateur.
- Agnès Varda (1928-2019), réalisatrice.
- Jacques Oudin (1939-2020), homme politique.
- Maurice Quénet (1942), recteur de l'académie de Paris y est né.
- Alain-Dominique Perrin (1942-), homme d'affaires.

## Pour approfondir